# Хетомий шаровидный
Хето́мий шарови́дный (лат. Chaetómium globósum) — вид грибов-аскомицетов, относящийся к роду Хетомий (Chaetomium) семейства Хетомиевые (Chaetomiaceae). Типовой вид рода.

## Описание
Колонии на овсяном агаре (OA) быстро-растущие, на 7-е сутки свыше 7 см в диаметре, сначала с необильным белым или оливково-бежевым воздушным мицелием, затем лимонно-зелёные, жёлтые, зеленовато-оливковые, серо-оливковые, тускло-зелёные при густых скоплениях плодовых тел. Экссудат жёлто-коричневый, абрикосово-жёлтый, оливковый, оливково-серый, охристый, зеленовато-оливковый. Реверс колоний абрикосово-жёлтый, оранжевый, серо-оливковый, тёмно-кирпично-красный.
На агаре с солодовым экстрактом (MEA) колонии также быстро-растущие, медово-жёлтые, оливково-бежевые, малахитово-зелёные, тускло-зелёные, с хлопчатым воздешным мицелием. Реверс жёлто-бурый, оранжевый, алый, ржаво-коричневый.
Плодовые тела — перитеции зеленовато-оливковых, оливково-серых, тускло-зелёных оттенков в отражённом свете, шаровидные или яйцевидные, 140—270 × 100—240 мкм. Стенки плодовых тел коричневые, покрыты длинными тёмными щетинками, нередко в основании серно-жёлтыми. Верхушечные шетинки извитые, изогнутые или прямые, коричневые, мелкобородавчатые, в основании 2—5 мкм толщиной. Боковые щетинки коричневые, извилистые. Аски веретеновидные или булавовидные, с 8 спорами, разделённые на стерильную ножку 10—48 мкм длиной и споросодержащую часть 19—38 × 12—17 мкм. Аскоспоры лимоновидные, уплощённые, коричневые в зрелости, 8,5—11 × 7—9,5 × 5,5—7 мкм.
Анаморфная стадия не известна.

## Экология и значение
Широко распространённый вид, часто встречающийся в почве, на гниющих растительных остатках, в том числе на древесине, в помещениях.

## Таксономия
Chaetomium globosum Kunze, Mykol. Hefte 1: 16 (1817) — Fr., Syst. Mycol. 3: 255 (1829).

### Синонимы
- Chaetomium mollipilium L.M.Ames, 1950
- Chaetomium rectum Sergeeva, 1961
- Chaetomium subterraneum Swift & Povah, 1929